# PSPP
PSPPは統計解析のための自由ソフトウェアである。GUIとコマンドライン操作の両方で利用することができる。C言語で書かれており、内部では数値計算にGNU Scientific Libraryを、プロットの描画にGNU plotutilsを使っている。
PSPP は、商用の統計解析ソフトウェアのSPSSと同等の機能を実装することを目的として開発が進められている。

## 特徴
PSPPは Excel、Gnumeric、Postgresデータベース、OpenDocument Spreadsheet、CSV、プレーンテキストの各形式のファイルを読み込むことができ、出力はSPSSの 'portable' および 'system' 形式とプレーンテキストで行うことができる。統計解析の機能としては、T検定、ANOVA、線形回帰などが行える。またデータ変換や並べ替えなどの操作も行える。
PSPPの開発プロジェクト（かつては "Fiasco" と呼ばれていた）は、SPSSのフリーなオープンソースの互換ソフトウェアを作り上げることを目的としている。SPSSのソースは公開されておらず、利用条件には厳しい制限とDRMが課せられているため、ライセンスを更新しなければ限られた期間だけしか使うことができない。それはおかしい、納得できない、とPSPPの開発者は考え、ライセンスの期限切れ以外はSPSSと同じ機能を持つソフトウェアを開発し、万人が共有、改良できるものにしたいと考えた。

### 更新履歴
| リリース | 日期          |
| -------- | ------------- |
| 1.0.1    | 2017年8月27日 |
| 1.0.0    | 2017年8月20日 |
| 0.11.0   | 2017年8月     |
| 0.10.2   | 2016年7月     |
| 0.10.1   | 2016年4月     |
| 0.10.0   | 2016年3月     |
| 0.8.5    | 2015年6月     |
| 0.8.4    | 2014年9月     |
| 0.8.3    | 2014年4月     |
| 0.8.2    | 2014年1月     |
| 0.8.1    | 2013年9月     |
| 0.8.0    | 2013年7月     |
| 0.7.11   | 2013年7月     |
| 0.7.10   | 2013年3月     |
| 0.7.9    | 2012年2月     |
| 0.7.8    | 2011年5月     |
| 0.7.7    | 2011年3月     |
| 0.7.6    | 2010年10月    |
| 0.7.5    | 2010年5月     |
| 0.7.4    | 2010年2月     |
| 0.6.2    | 2009年10月    |
| 0.6.1    | 2008年10月    |
| 0.6.0    | 2008年6月     |
| 0.4.0.1  | 2007年8月     |
| 0.4.0    | 2005年8月     |
| 0.3.0    | 2004年4月     |
| 0.2.4    | 2000年1月     |
| 0.1.0    | 1998年8月     |

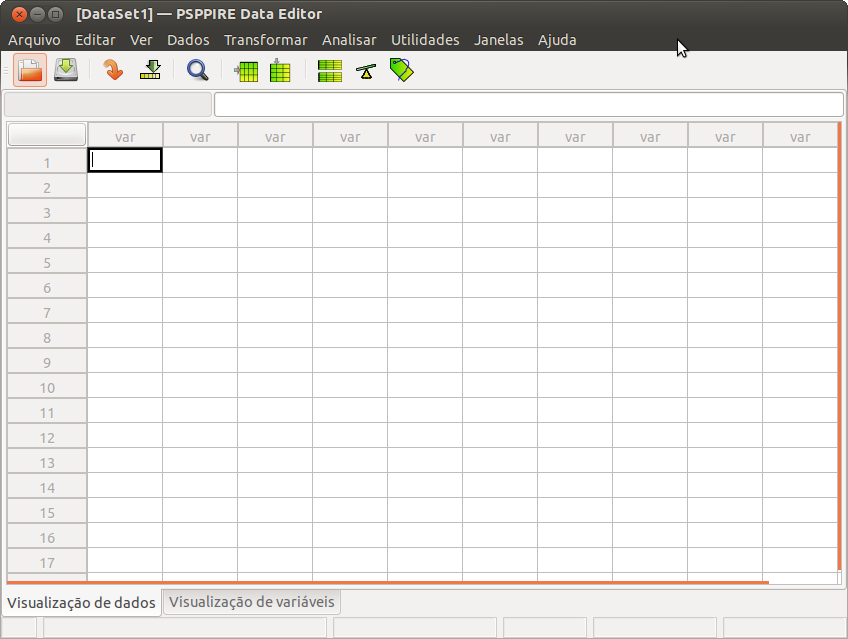
Ubuntu GNU/Linuxで起動するPSPP 0.7.9

出典: http://pspp.awardspace.com/

## 評価
"SPSS For Dummies" という書籍（For Dummies シリーズとして発行、英語）の "Ten Useful Things You Can Find on the Internet"  という章でPSPPが紹介されている。2006年には南アフリカ共和国統計協会主催の会議で、PSPPでどうやってSPSSを置き換えていくかを議論するセッションが設けられた。

### 公式なもの
- 公式ホームページ
- PSPP 開発版ホームページ

### その他
- イギリス SPSS ユーザーグループによるレビュー (英語)
- チュートリアル Computing Center (フランス語)[リンク切れ]
- SPSS のデータを R に読み込むために PSPP を使うには (英語)[リンク切れ]
- PSPP wiki (英語)
- PSPP news blog (ポルトガル語)[リンク切れ]
- PSPP レビュー (スロヴェニア語) (Google の 日本語翻訳)